# Blanca Suárez

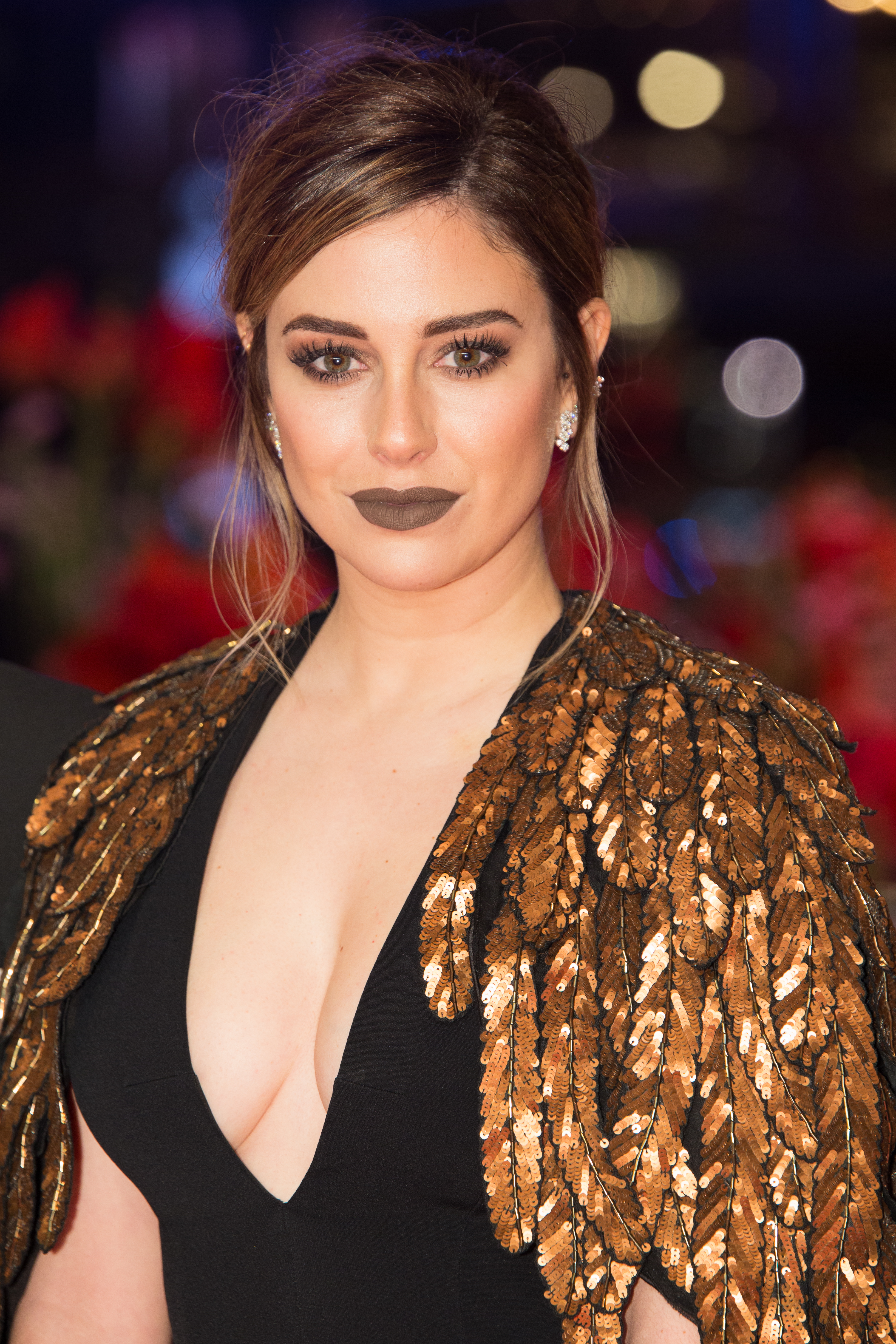
Blanca Suárez (Berlinale 2017)

Blanca Martínez Suárez (Madrid, 21 de octubre de 1988) es una actriz española que se dio a conocer con los personajes de Julia Medina en El internado (2007-2010) y Ainhoa Montero en El barco (2011-2013). Ha sido nominada a los Premios Goya por su interpretación en la película La piel que habito (2011) como mejor actriz revelación. Ha trabajado bajo las órdenes de reconocidos directores cómo Imanol Uribe, José Luis Cuerda, Pedro Almodóvar y Álex de la Iglesia. Con estos dos últimos ha protagonizado varios largometrajes.

## Biografía
Blanca Martínez Suárez nació el 21 de octubre de 1988 en Madrid y es la hija menor de un arquitecto municipal y de Laura Suárez, una banquera madrileña. Tiene un hermano once años mayor.
Empezó sus estudios de interpretación en la escuela Tritón de Artes Escénicas en 1996, a la edad de ocho años, de la que fue miembro durante trece años, hasta el 2009, cuando realizó su última obra, habiendo ya alcanzado la popularidad con la serie de televisión El internado. En sus inicios como actriz, se matriculó en la Universidad Rey Juan Carlos de Madrid para licenciarse en Comunicación Audiovisual, sin embargo, abandonó los estudios para dedicarse de lleno a su carrera.

## Carrera profesional

### Primeros años
Comenzó su carrera en 2007, cuando rodó la película Eskalofrío, dirigida por Isidro Ortiz, aunque fue en la serie televisiva El internado de Antena 3 donde se dio a conocer y alcanzó mayor popularidad, adquiriendo su personaje más protagonismo conforme avanzaron las temporadas. En 2008 participó en la película Cobardes, de José Corbacho, con un pequeño papel como la redactora de televisión. En 2009 aparece en la comedia Fuga de cerebros dirigida por Fernando González Molina y en El cónsul de Sodoma, un biopic sobre el escritor Jaime Gil de Biedma.
En 2011, tras el final de El internado el año anterior, se convirtió en una de las protagonistas de la serie El barco, junto a Mario Casas, con el que también comparte protagonismo en la película Carne de neón (2011). En la serie, emitida por Antena 3 interpretó a Ainhoa durante sus tres temporadas.

### Nominación al Goya y trabajos en cine
Ese mismo año, participó en La piel que habito, de Pedro Almodóvar, en el personaje de Norma. Por su interpretación en esta película fue nominada como mejor actriz revelación en los Premios Goya. Tras el evento, fue elegida cómo "Maja de los Goya de Carrera y Carrera" siendo premiada con un anillo de oro y diamantes, en forma de palomita, por la entonces empresa asociada a los Premios Goya, Carrera y Carrera. En 2012 estrenó The Pelayos y Miel de naranjas. Ese mismo año, Pedro Almodóvar volvió a contar con ella para participar en su nueva comedia, Los amantes pasajeros, que fue estrenada el 8 de marzo de 2013, interpretando el papel secundario de Ruth, la exnovia de Ricardo (Willy Toledo), uno de los pasajeros del avión. En octubre, rodó un episodio para la miniserie Cuéntame un cuento, que fue estrenada en 2014 en Antena 3, y en la que encarnó a Blancanieves, en una innovadora adaptación contemporánea del cuento.
En septiembre de 2013 fue imagen de la marca internacional, Intimissimi y en octubre se anunció que protagonizaría la miniserie de dos episodios La bella y la bestia, una coproducción de la productora italiana Luxe Vide con Telecinco. Comenzó el rodaje en noviembre y lo finalizó en diciembre, grabada íntegramente en inglés. En diciembre del mismo año, se anunció que la actriz protagonizaría junto a Yon González, compañero de El internado, la comedia romántica Perdiendo el norte, la cual fue rodada entre España y Alemania y se estrenó en 2015. En enero de 2014 protagonizó el videoclip del tema musical «Emocional», del cantante Dani Martín. Además, a partir de febrero del mismo año, comenzó a escribir un blog de moda en la web de Vogue España. En marzo, fue una de las protagonistas de la miniserie de Telecinco, Los nuestros, en la que estuvo acompañada por Hugo Silva y Marina Salas, entre otros.

### Salto internacional y papeles en Netflix
En octubre de 2014 empezó el rodaje de My Bakery in Brooklyn, una comedia romántica dirigida por Gustavo Ron y rodada en Nueva York, donde realizó un papel secundario junto con Aitor Luna. En marzo de 2015 se anunció su fichaje por la nueva serie histórica de La 1 Carlos, Rey Emperador, en la que encarnó a Isabel de Portugal. Más tarde, a principios de septiembre, se anunció que ficharía por la miniserie de Telecinco Lo que escondían sus ojos, encarnando a la aristócrata española Sonsoles de Icaza. En octubre de ese mismo año, estrenó la película Mi gran noche, dirigida por Álex de la Iglesia, compartiendo protagonismo con el cantante Raphael y con los actores Mario Casas, Pepón Nieto y Terele Pávez, entre otros. Por su papel de Paloma, Blanca recibió su primera nominación a los Premios Feroz, pero finalmente no se alzó con el galardón.
El 18 de julio de 2016, se conoció su fichaje por la primera serie original de Netflix en España Las chicas del cable, producida por Bambú Producciones, en la que interpreta a Lidia Aguilar, compartiendo protagonismo junto a Maggie Civantos, Ana Fernández García, Nadia de Santiago y Ana Polvorosa. La primera temporada se estrenó mundialmente el 28 de abril de 2017. En junio de 2017 se anunció la renovación de la serie por una segunda y tercera temporada. En septiembre de 2018 se anunció una cuarta temporada, estrenada el 9 de agosto de 2019. El 3 de julio de 2020 se estrenó el final de la serie después de cinco temporadas, dando el cierre definitivo.
En marzo de 2017 estrenó junto a los actores Secun de la Rosa, Carmen Machi, Mario Casas y Jaime Ordóñez la película El bar, de Álex de la Iglesia, donde actúa en uno de los papeles protagónicos y para el cual adelgazó 9 kilos. En octubre de ese mismo año, comenzó el rodaje de Tiempo después, dirigida por José Luis Cuerda, en la que da vida a Méndez y que tuvo su primera proyección en septiembre de 2018 en el marco del Festival Internacional de Cine de San Sebastián, con críticas positivas. En octubre de 2018 se anunció el rodaje de la película original de Netflix en conjunto con Bambú Producciones, A pesar de todo, en la que da vida a Sara, compartiendo protagonismo junto a Macarena García, Belén Cuesta y Amaia Salamanca. En marzo de 2019, la compañía Bambú Producciones, Atresmedia y Warner Bros. Entertainment anunciaron su fichaje para la película El verano que vivimos, en la que interpretó al personaje principal, Lucía Vega, en compañía de Javier Rey y dirigida por Carlos Sedes.
En enero del 2020, Netflix anunció su nueva serie original en España, Jaguar, en la que interpreta a la principal protagonista, Isabel Garrido, que se estrenó mundialmente el 22 de septiembre de 2021. Ese mismo año comenzó el rodaje de la película El cuarto pasajero, dirigida por Álex de la Iglesia.
En el 2023 protagonizó la película cómica Me he hecho viral, dirigida por Jorge Coira, donde interpreta a una mujer, Mabel, que se hace viral por accidente. Ese mismo año se anunció su participación en la película Disco, Ibiza, Locomía, interpretando a Lurdes Iríbar, una mujer del mítico grupo de finales de los 80 Locomía, dirigida por Kike Maíllo. Además, se anunció su fichaje para la nueva serie de Netflix creada por Carlos Montero Respira, ambientada en un hospital y donde comparte reparto con Najwa Nimri, Manu Ríos y Aitana Sánchez-Gijón.

## Vida personal
Desde 2008 hasta 2010 fue pareja del actor Javier Pereira. En marzo de 2011 empezó una relación con el actor Miguel Ángel Silvestre, al que conoció en el rodaje de The Pelayos. Esta relación terminó en el 2014. Desde enero hasta septiembre de ese mismo año, mantuvo una breve relación con el cantante Dani Martín, con quien trabajó en el videoclip de su sencillo «Emocional».
Desde finales de octubre del 2015 hasta finales de enero del 2018, mantuvo una relación sentimental con el actor Joel Bosqued. Tras cuatro años de relación, siendo ésta la segunda más larga que ha mantenido la actriz después de Silvestre, ambos actores finalizaron su relación de manera amistosa. En marzo del 2018 se hace pública su relación sentimental con Mario Casas, actor con el que Blanca mantiene una gran amistad de más de 13 años desde que empezaron a trabajar juntos en Fuga de cerebros, coincidiendo en cinco grabaciones.
Tras dar por finalizada la relación de apenas dos años con Mario Casas, a principios del 2020 se dispararon sonados rumores de que había comenzado una relación con su compañero de reparto, Javier Rey, al finalizar los rodajes de la película El verano que vivimos en el 2019. En marzo del 2020, se confirmó la relación de los actores, ya que el actor gallego se trasladó al domicilio de Blanca a pasar el confinamiento por COVID.

## Filmografía

### Cine
| Año  | Título                  | Personaje      | Director                  |
| ---- | ----------------------- | -------------- | ------------------------- |
| 2008 | Eskalofrío              | Ángela         | Isidro Ortiz              |
| 2008 | Cobardes                | Redactora TV   | José Corbacho y Juan Cruz |
| 2009 | Fuga de cerebros        | Voz angelical  | Fernando González Molina  |
| 2009 | El cónsul de Sodoma     | Sandra         | Sigfrid Monleón           |
| 2010 | Carne de neón           | Verónica       | Paco Cabezas              |
| 2011 | La piel que habito      | Norma Ledgard  | Pedro Almodóvar           |
| 2012 | The Pelayos             | Ingrid         | Eduard Cortés             |
| 2012 | Miel de naranjas        | Carmen         | Imanol Uribe              |
| 2013 | Los amantes pasajeros   | Ruth           | Pedro Almodóvar           |
| 2015 | Perdiendo el norte      | Carla          | Nacho G. Velilla          |
| 2015 | Mi gran noche           | Paloma         | Álex de la Iglesia        |
| 2016 | My Bakery in Brooklyn   | Daniella       | Gustavo Ron               |
| 2017 | El bar                  | Elena          | Álex de la Iglesia        |
| 2018 | Tiempo después          | Méndez         | José Luis Cuerda          |
| 2019 | A pesar de todo         | Sara           | Gabriela Tagliavini       |
| 2020 | El verano que vivimos   | Lucía Vega     | Carlos Sedes              |
| 2022 | El test                 | Berta          | Dani de la Orden          |
| 2022 | El cuarto pasajero      | Lorena         | Alex de la Iglesia        |
| 2023 | Me he hecho viral       | Mabel Montes   | Jorge Coira               |
| 2024 | Disco, Ibiza, Locomía   | Lourdes Iríbar | Kike Maíllo               |
| 2025 | Parecido a un asesinato | Eva            | Antonio Hernández Núñez   |
| 2025 | La huella del mal       | Silvia         | Manuel Ríos San Martín    |
| 2025 | La cuidadora            |                | Álex de la Iglesia        |

### Televisión
| Año       | Título                    | Personaje                   | Notas                                  |
| --------- | ------------------------- | --------------------------- | -------------------------------------- |
| 2007-2010 | El internado              | Julia Medina                | Elenco principal (T2-T7); 63 episodios |
| 2011-2013 | El barco                  | Ainhoa Montero              | Elenco principal; 40 episodios         |
| 2014      | Cuéntame un cuento        | Blanca Sotelo / Nieves      | Protagonista (miniserie); 1 episodio   |
| 2014      | La bella y la bestia      | Bella                       | Protagonista (miniserie); 2 episodios  |
| 2015      | Los nuestros              | Isabel Santana              | Protagonista (miniserie); 3 episodios  |
| 2015      | Carlos, Rey Emperador     | Isabel de Portugal          | Elenco principal; 9 episodios          |
| 2016      | Lo que escondían sus ojos | Sonsoles de Icaza           | Protagonista (miniserie); 4 episodios  |
| 2017-2020 | Las chicas del cable      | Alba Romero / Lidia Aguilar | Protagonista; 42 episodios             |
| 2021      | El internado: Las Cumbres | Julia Medina                | Colaboración especial; 1 episodio      |
| 2021      | Jaguar                    | Isabel Garrido «Jaguar»     | Protagonista; 6 episodios              |
| 2024      | Respira                   | Jessica Donoso              | Elenco principal; 8 episodios          |

### Videoclips
| Año  | Tema              | Artista                     |
| ---- | ----------------- | --------------------------- |
| 2010 | «Estoy prohibido» | Ladrones                    |
| 2014 | «Emocional»       | Dani Martín                 |
| 2019 | «Luna llena»      | Álvaro Tessa (y ella misma) |

## Discografía
Sencillos
- 2019: Luna llena (ft. Álvaro Tessa)

## Premios y nominaciones
Premios Goya
| Año  | Categoría               | Trabajo            | Resultado |
| ---- | ----------------------- | ------------------ | --------- |
| 2011 | Mejor actriz revelación | La piel que habito | Nominada  |

Premios Platino
| Año  | Categoría                                  | Trabajo              | Resultado |
| ---- | ------------------------------------------ | -------------------- | --------- |
| 2018 | Mejor interpretación femenina en teleserie | Las chicas del cable | Ganadora  |

Premios Feroz
| Año  | Categoría               | Trabajo       | Resultado |
| ---- | ----------------------- | ------------- | --------- |
| 2015 | Mejor actriz de reparto | Mi gran noche | Nominada  |

Premios Iris
| Año  | Categoría    | Trabajo                   | Resultado |
| ---- | ------------ | ------------------------- | --------- |
| 2017 | Mejor actriz | Lo que escondían sus ojos | Nominada  |

Premios Ondas
| Año  | Categoría                     | Trabajo                   | Resultado |
| ---- | ----------------------------- | ------------------------- | --------- |
| 2011 | Mejor interpretación femenina | El barco                  | Ganadora  |
| 2017 | Mejor interpretación femenina | Lo que escondían sus ojos | Ganadora  |

 Trophée Chopard del Festival de Cine de Cannes
| Año  | Categoría                   | Resultado |
| ---- | --------------------------- | --------- |
| 2013 | Revelación femenina del año | Ganadora  |

Festival de Televisión de Montecarlo
| Año  | Categoría                              | Trabajo      | Resultado |
| ---- | -------------------------------------- | ------------ | --------- |
| 2009 | Ninfa de Oro a la Mejor Actriz - Drama | El internado | Nominada  |

Premios Fotogramas de Plata
| Año  | Categoría                  | Trabajo               | Resultado |
| ---- | -------------------------- | --------------------- | --------- |
| 2011 | Mejor actriz de televisión | El internado          | Ganadora  |
| 2012 | Mejor actriz de televisión | El barco              | Nominada  |
| 2021 | Mejor actriz de cine       | El verano que vivimos | Ganadora  |
| 2025 | Mejor actriz de televisión | Respira               | Nominada  |

TP de Oro
| Año  | Categoría    | Trabajo  | Resultado |
| ---- | ------------ | -------- | --------- |
| 2011 | Mejor actriz | El barco | Nominada  |

Neox Fan Awards
| Año                                                        | Categoría                                                  | Trabajo     | Resultado |
| ---------------------------------------------------------- | ---------------------------------------------------------- | ----------- | --------- |
| 2012                                                       | Mejor actriz de cine español                               | The Pelayos | Ganadora  |
| 2012                                                       | Mejor actriz de serie de televisión                        | El barco    | Ganadora  |
| 2012                                                       | Mejor beso del año (junto a Mario Casas)                   | El barco    | Nominada  |
| 2013                                                       |                                                            |             |           |
| Mejor actriz de serie de televisión                        | El barco                                                   | Nominada    |           |
| La parejita más atractiva (junto a Miguel Ángel Silvestre) | La parejita más atractiva (junto a Miguel Ángel Silvestre) | Nominada    |           |

Premios Cosmopolitan
| Año  | Categoría                  | Trabajo  | Resultado |
| ---- | -------------------------- | -------- | --------- |
| 2012 | Mejor actriz de televisión | El barco | Ganadora  |

Premios GQ
| Año  | Categoría     | Resultado |
| ---- | ------------- | --------- |
| 2012 | Mujer del año | Ganadora  |

Premios Pétalo
| Año  | Categoría         | Trabajo      | Resultado |
| ---- | ----------------- | ------------ | --------- |
| 2010 | Rostro revelación | El internado | Ganadora  |

Semana de Cine de Medina del Campo
| Año  | Categoría            | Trabajo             | Resultado |
| ---- | -------------------- | ------------------- | --------- |
| 2012 | Actriz del siglo XXI | Toda su trayectoria | Ganadora  |